# Rudolf Horn (Politiker)
Rudolf Horn (* 29. März 1878 in Heidelberg; † 6. April 1939) war ein deutscher Pädagoge und Politiker (DVP).

## Leben
Nach dem Abitur studierte Horn von 1896 bis 1900 Chemie an der Ruprecht-Karls-Universität Heidelberg. Er erhielt eine pädagogische Ausbildung, die er 1900 mit dem Staatsexamen abschloss, promovierte 1902 bei Alfred Hettner und arbeitete bis 1932 als Professor an der Heidelberger Mädchenrealschule. Am Ersten Weltkrieg hatte er als Soldat teilgenommen. Von 1932 bis zu seiner Entlassung Ende 1933 war er als Schulleiter an einer Realschule in Emmendingen tätig. Aufgrund der jüdischen Herkunft seiner Ehefrau wurde er 1937 zwangsweise in den Ruhestand versetzt.
Während der Zeit der Weimarer Republik trat Horn in die DVP ein. Im Oktober 1929 wurde er als Abgeordneter in den Landtag der Republik Baden gewählt, dem er bis 1933 angehörte. Er war Schriftführer des Parlamentes.
Rudolf Horn war seit 1904 mit Claire Cantor (1873–1951), der Tochter des Heidelberger Mathematikprofessors Moritz Cantor, verheiratet und hatte einen Sohn Otto-Hans Horn (1906–1996).
Rudolf Horn war Mitglied der Heidelberger Freimaurerloge Ruprecht zu den fünf Rosen und von 1920 – 1926 sowie 1929 – 1933 deren Meister vom Stuhl.

## Werk (Auswahl)
- Siedelungsverhältnisse in Deutsch-Ostafrika. Leipzig: Teubner, 1903.